# イギリス人の一覧
この一覧はイギリス人ならびにイギリス出身者､イギリス国籍を持つ人物についての人名記事を姓の50音順に配列したものである。ただし、分野別のイギリス人の一覧記事に載っている人物を除く。

## 分野別のイギリス人の一覧記事
- イギリス君主一覧
  - イングランド君主一覧
  - スコットランド君主一覧
- イギリスの内閣一覧
  - イギリスの首相の一覧
  - ウェールズ副首相
  - スコットランド副首相
- サッカーイングランド代表選手一覧
- イングランドのサッカー選手一覧
- スコットランドのサッカー選手一覧
- 北アイルランドのサッカー選手一覧
- イギリスの小説家一覧
- 帝国南極横断探検隊の隊員一覧
- 歴代ロンドン市長の一覧
- 1999年貴族院改革後における世襲貴族在籍議員一覧

## 50音順イギリス人の一覧

### ア行
ア
- アリス・アーノルド - ニュースキャスター。アナウンサーとしても活動している
- マルコム・アーノルド - 作曲家
- デイビッド・アイク - 著述家で思想家でもある。陰謀論者としての一面を持つ。レスター出身
- アレン・アイルランド - 学者。王立地理学会特別会員であり、シカゴ大学委員でもある
- ケン・アダム - プロダクションデザイナー
- ジョン・アデア - 教育者。ルートン出身
- ローワン・アトキンソン - 俳優・コメディアン。脚本家としても活動
- アバーコンウェイ男爵（英語版）
- クレメント・アトリー - 政治家
- パトリック・アラン - 俳優。出生はニヤサランドである
- ジョー・アリボ - サッカー選手。キャンバーウェル（英語版）出身

イ
ウ
- トニー・ウィーラー - 実業家。ロンリープラネット創業者であり同社の社長を務める
- アーネスト・アルフレッド・ヴィゼテリー - ジャーナリスト。著作家としての活動も行なっていた
- レイフ・ヴォーン・ウィリアムズ -作曲家
- ケイト・ウィンスレット - 女優。世界の実力派女優の一人として知られる
- リック・ウェイクマン - ミュージシャン。鍵盤奏者であり作曲家として知られる。タレントでもある
- ジョン・ルイス・ウォマズリー - 建築師
- ナオミ・ウルフ - フェミニスト・ライター

エ
- エドワード・エルガー - 作曲家・指揮者。元々はヴァイオリニストであった

オ
- ロバート・オウエン - 実業家。社会革命家で社会主義者でもあった
- オジー・オズボーン - ヘヴィメタル・ミュージシャン、シンガーソングライター。イングランド出身
- ジム・オニール - ゴールドマン・サックスの経済学者。BRICsの名付け親

### カ行
カ
- アダム・ガン - アメリカの陸上競技選手
- チャールズ・ガン (陸上選手)
- リチャード・ガン - ボクシング選手

キ
ク
- ヒュー・グラント - 俳優。ロンドン出身
- リサ・クレイトン - 女性でヨットでの単独無寄港世界一周を成し遂げた存在

ケ
- アーサー・ケイリー - 数学者。行列に関するケイリー・ハミルトンの定理で有名。弁護士でもある
- シャーロット・ゲスト - 実業家。翻訳者として活動もしていた

コ
- クリス・コーボールド - 特殊効果コーディネーター（英語版）。映画俳優としても活動している
- ロナルド・コールマン - 俳優
- ジョー・コフィー - プロレスラー。WWE所属
- マーク・コフィー - プロレスラー。WWE所属。ジョー・コフィーは兄に当たる

### サ行
サ
- ジョン・サルマン - 建築家。都市計画家でもあった。オーストラリアへ移住し、同国の建築界ならび都市計画界の指導的な立場に身を置いた人物の一人。
- ジョン・サーモンド (軍人)（英語版） - 同国の空軍元帥

シ
- チャールズ・ジェネンズ - 著述家。ウィリアム・シェイクスピア研究家として知られる
- デヴィッド・ジェンキンス - 文筆家。ジャーナリストとして活動しており、英語教師としての一面もあった。
- デビッド・ロイド・ジョージ - 政治家
- トビー・ジョーンズ - 俳優・声優
- ブライアン・ジョーンズ - ミュージシャン
- サミュエル・ジョンソン - 詩人
- ジョゼフ・ジョンソン - 出版人

ス
- マーガレット・スキニダー - 革命家。フェミニストでもあった
- スティング - ミュージシャン
- ダスティ・スプリングフィールド - 歌手

セ
ソ

### タ行
タ
- チャールズ・ダーウィン - 科学者。『種の形成理論』で知られる。また、地質学者であり生物学者でもあった
- フリーマン・ダイソン - 理論物理学者で宇宙物理学者。サイエンスライターとして活動もしていた
- ジョン・ダウランド
- トマス・タリス

チ
- ゴードン・イマニュエル・チェリー - 都市計画家
- ヒューストン・ステュアート・チェンバレン - 政治評論家。後にドイツへ帰化している
- ネヴィル・チェンバレン
- ウィンストン・チャーチル
- チャールズ・チャップリン - 映画俳優・コメディアン。喜劇王の異名を持つ。また、映画監督や脚本家、映画プロデューサー、作曲家と幅広く活動していた
- リチャード・チャンセラー - 探検家で案内人。白海を往来し、英国王室とロシア皇帝の関係を築き上げた人物として知られる
- アラン・チューリング - 数学者
- ジェフリー・チョーサー

ツ
テ
- チャールズ・ディケンズ
- ジャック・テイラー - イギリスにおいて「最も重い」とされていた人物である
- フレデリック・ディーリアス

ト
- リチャード・ドーキンス - 進化生物学者・動物行動学者
- アーサー・コナン・ドイル - 作家。推理小説家として有名
- ジョン・ドルトン
- ヒュー・トレイシー（英語版） - 民族音楽学者。35,000を超えるアフリカ音楽（英語版）（アフリカ民謡）の録音を行なった

### ナ行
ナ
ニ
- C・W・ニコル - 作家。環境保護活動家としても活動していた
- アイザック・ニュートン - 自然哲学者。学界において、数学・物理学・天文学・神学と多方面に通じた人物であった
- エドワード・ニューマン - 昆虫学者。植物学者でもあった

ヌ
ネ
ノ

### ハ行
ハ
- ベリンダ・バウアー - 推理作家。かつてアパルトヘイト時代の南アフリカ共和国に住んでいたことがある
- ロバート・パティンソン - 俳優・モデル。歌手としても活動している
- チャールズ・バベッジ - 数学者。コンピュータの父 と呼ばれている
- パスティ・ハリス（英語版） - クリケット選手。コーンウォール出身
- アンガス・バルビエーリ - 断食の世界最高記録を樹立した。スコットランド・テイポート（英語版）出身
- バンクシー - ストリートアーティスト

ヒ
フ
- デイブ・ファラー（英語版） - 解説者
- ロバート・フィスク - 作家・ジャーナリスト。イギリスとアイルランドの市民権を持つ
- ジャスパー・フォード - SF作家。ウェールズ出身
- ウィリアム・ブライ - 海軍士官。バウンティ号の反乱事件の際、バウンティ号を率いていた人物であった
- ケネス・ブラナー - 俳優
- クライヴ・ブリテン - 調教師
- ジャクリーヌ・デュ・プレ
- ウィリアム・ブレイク - 詩人。画家であり銅版画職人でもあった

ヘ
ロバート・ベーデン＝パウエル-イギリスの軍人、作家で、スカウト運動（ボーイスカウト、ガールガイド）の創立者。
- ジョン・ヘイグ - シリアルキラー
- アレックス・ペティファー - ファッションモデル

ホ

### マ行
マ
- パトリック・マーバー（英語版） - コメディアン・脚本家
- ジョージ・マイケル - シンガーソングライター。本名はイェオルイオス・キリアコス・パナイオトゥ（希: Georgios Kyriacos Panayiotou）
- ウォルター・マップ - 中世のラテン語作家
- ポール・マッカートニー - シンガーソングライター。

ミ
- イブ・ミュアヘッド - カーリング選手

ム
メ
モ
- トマス・モア - 政治家
- モリッシー - ミュージシャン
- バーナード・モントゴメリー - 政治家。かつては陸軍軍人として活躍していた
- ジェフリー・オブ・モンマス - 歴史家。中世イングランドのキリスト教聖職者である

### ヤ行
ヤ
- バリー・ヤング - プロレスラー。スコットランド出身。リングネームはウルフギャング。

ユ
ヨ

### ラ行
ラ
- ヴィクトリア・ライト - カーリング選手
- アンジェラ・ランズベリー - 女優

リ
ル
- アーサー・ルイス - 経済学者

レ
- ジョン・レノン - シンガーソングライター

ロ
- ジョン・ロック - 哲学者

### ワ行
- ジェームズ・ワット - 発明家
- エマ・ワトソン - 女優

## 在外のイギリス人
- オリヴィア・デ・ハヴィランド - アメリカの女優。イギリス人の両親を持つ。英国・フランス・アメリカの3つの国籍を保持していた。日本・東京出身
- ジョーン・フォンテイン - 女優。日本・東京出身で英国・アメリカの二重国籍者。オリヴィア・デ・ハヴィランドは当人の姉に当たる